# Perouse
Perouse è una frazione di 1 300 abitanti del comune di Rutesheim, situato nel land del Baden-Württemberg.
Nacque come colonia di 71 famiglie Valdesi nel 1699; questi ripresero il nome del loro paese d'origine, la località piemontese Perosa Argentina.
La frazione vanta ancora, tra i monumenti, un palazzo municipale (Rathaus) dell'anno 1867.

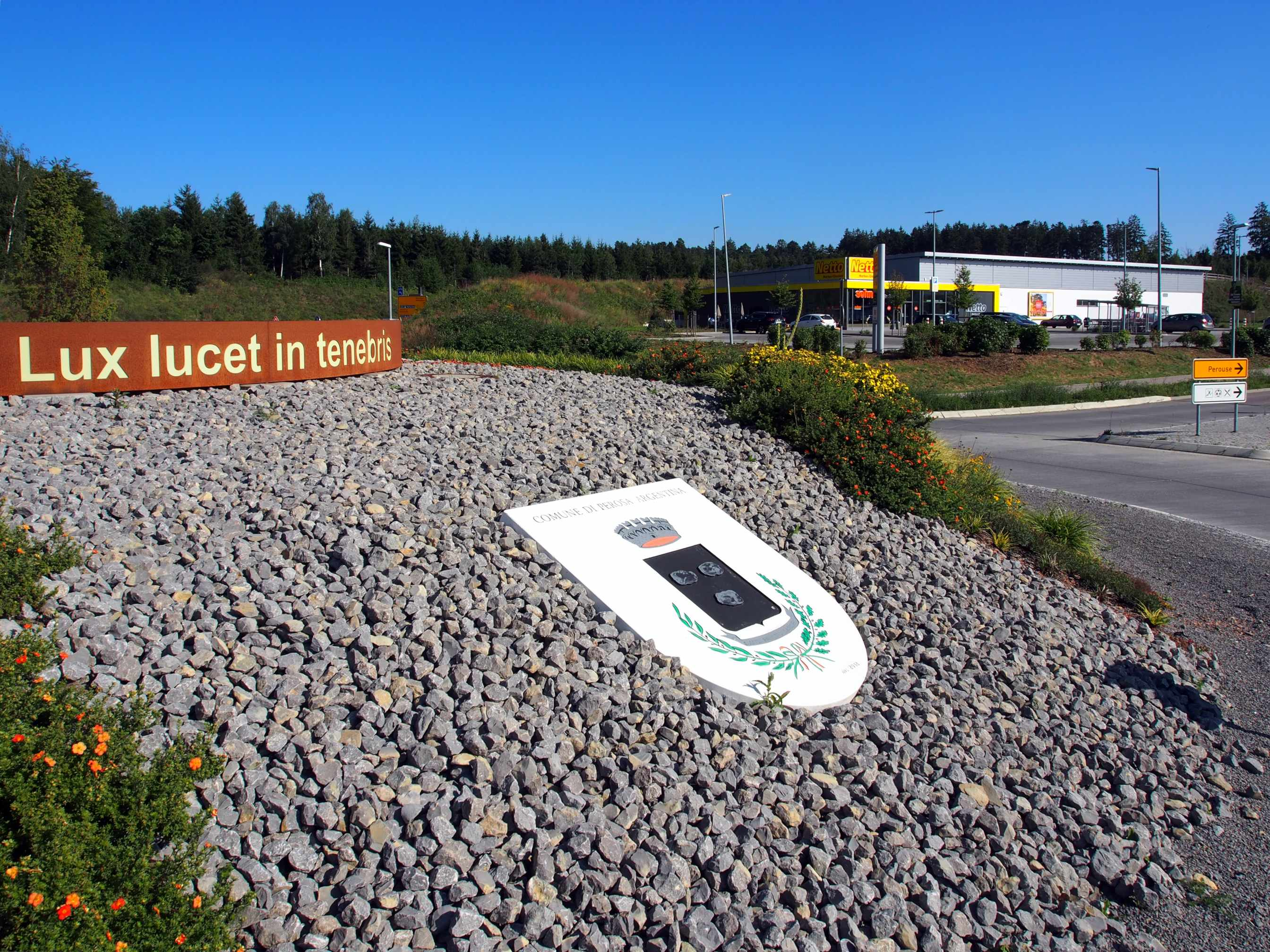
Rotonda valdese con stemma di Perosa Argentina